# Даллас, Джошуа
Джо́шуа Пол (Джош) Да́ллас (англ. Joshua Paul "Josh" Dallas, род. 18 декабря 1978, Луисвилл) — американский актёр кино и телевидения, сыгравший роль Фандрала в фильме «Тор», а также известный по роли Прекрасного Принца / Дэвида Нолана в телесериале канала ABC «Однажды в сказке».

## Биография
В 1993 году Джош окончил Старшую Школу Нью-Олбани, штата Индиана, где он изучал театральное искусство под руководством Дэвида Лонгеста. В 16 лет он получил стипендию Сары Эксли, которая финансировала его обучение театральному искусству в Консерватории Монтвью в Лондоне.
В 2011 снялся в фильме «Тор», заменив Стюарта Таунсенда, покинувшего эту роль за несколько дней до начала съёмок. В этом же году получил роль Прекрасного принца в телесериале «Однажды в сказке».Он исполнял главную роль 6 сезонов (2011—2017) и вернулся с гостевым появлением в 7 сезоне (2018).
В 2018 году получил роль Бена Стоуна в сериале «Манифест» на телеканале NBC.

## Личная жизнь
В 2003 году Джош познакомился с актрисой Ларой Пулвер, когда прибыл в Великобританию для обучения театральному искусству благодаря стипендии. Они были женаты в 2007—2011 годах.
С осени 2011, по словам Джоша, у него с партнёршей по сериалу «Однажды в сказке» Джиннифер Гудвин завязался роман, который в итоге перерос в более крепкие отношения. В октябре 2013 пара обручилась, а 12 апреля 2014 они поженились. У супругов есть два сына — Оливер Финли Даллас (род. 29 мая 2014) и Хьюго Уилсон Даллас (род. 1 июня 2016).

## Фильмография
| Год       |    | Русское название            | Оригинальное название            | Роль                                                                                                |
| --------- | -- | --------------------------- | -------------------------------- | --------------------------------------------------------------------------------------------------- |
| 2006      | с  |                             | Ultimate Force                   | Ткач                                                                                                |
| 2008      | ф  | 80 минут                    | 80 Minutes                       | Флойд                                                                                               |
| 2008      | с  | Доктор Кто                  | Doctor Who                       | Оживший манекен - 1 сезон 1 эпизод Роза, Статуя в библиотеке - 4 сезон 8 эпизод Тишина в библиотеке |
| 2009      | ф  | Боксёр                      | The Boxer                        | Бен                                                                                                 |
| 2009      | ф  | Спуск 2                     | The Descent: Part 2              | Грег                                                                                                |
| 2009      | тф | Последние дни братьев Леман | The Last Days of Lehman Brothers | Эйс                                                                                                 |
| 2010      | с  | Деньги                      | Money                            | Спанк Дэвис                                                                                         |
| 2010      | ф  | Призрачная машина           | Ghost Machine                    | Брэг, голос                                                                                         |
| 2010      | с  | Гавайи 5.0                  | Hawaii Five-О                    | Бен Басс                                                                                            |
| 2011      | с  | C.S.I.: Место преступления  | CSI: Crime Scene Investigation   | Кип Вудман                                                                                          |
| 2011      | ф  | Тор                         | Thor                             | Фандрал                                                                                             |
| 2011      | тф | Пять                        | Five                             | Генри                                                                                               |
| 2011—2018 | с  | Однажды в сказке            | Once Upon a Time                 | Прекрасный Принц /Дэвид Нолан                                                                       |
| 2012      | ф  | Красные хвосты              | Red Tails                        | Райан                                                                                               |
| 2018—2023 | с  | Манифест                    | Manifest                         | Бен Стоун                                                                                           |